# Mitologia dos povos turcomanos e mongóis

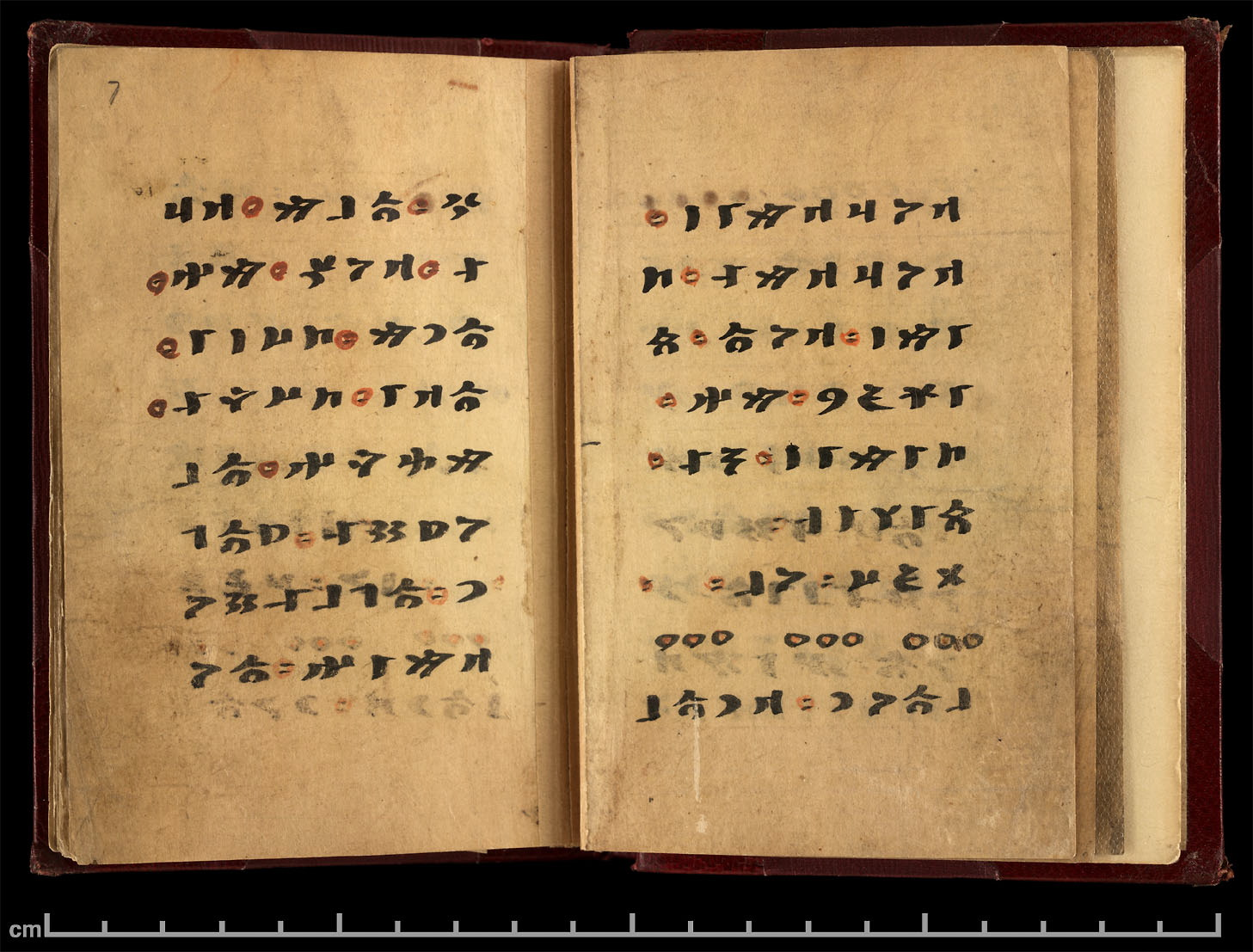
O Irk bitig ("Livro de Adivinhação"), do século X, de Dunhuang, é uma importante fonte de informação para a mitologia turcomana arcaica.

As mitologias dos povos turcomanos e mongóis (ambos grupos de falantes dos idiomas altaicos) não só estão relacionados, como exerceram forte influência entre si. Ambos os grupos de povos podem ser descritos como nômades eurásios que estiveram em contato intenso durante a sua história, especialmente no contexto do império turcomano-mongol medieval.
O mais antigo conceito mitológico que pode ser reconstruído com alguma precisão é o deus dos céus, Tengri, que era reverenciado pelos Xiongnu (considerados como equivalente aos hunos por alguns estudiosos), no século II a.C.
O Geser (Ges'r, Kesar) é um épico religioso mongol sobre Geser, também conhecido como Bukhe Beligte, um profeta do tengrismo.
Entre as fontes mais antigas da religião e da mitologia turcomanas está o Irk bitig, um manuscrito do século X encontrado em Dunhuang, e o historiador armênio Moisés de Dascurã, que descreveu os hunos do Cáucaso também neste período, além da evidência epigráfica das inscrições de Orcom na Mongólia, e as inscrições gregas de Madara.

## Mongóis
Bai-Ulgan e Esege Malan são as divindades criadoras. Ot é a deusa do casamento. Tung-ak é o deus padroeiro dos chefes tribais. Os Uliger são narrativas épicas tradicionais, e o Epic do Rei Gesar é partilhado por muitos povos da Ásia Central e do Tibete. Erlig Khan (Erlik Khan) é o Rei do Mundo Inferior. Daichin Tengri é o deus da guerra, vermelho, a quem os soldados inimigos eram por vezes sacrificados durante batalhas e campanhas militares. Zaarin Tengri é um espírito que dá a Khorchi (na História Secreta dos Mongóis) uma visão de uma vaca que mugia: "O céu e a Terra concordaram em fazer de Temujin (posteriormente Gengis Khan) senhor da nação". O lobo, o falcão, o cervo e o cavalo também eram animais com uma importante simbologia.
Existiam diversos mitos de criação mongóis. Num deles, a criação do mundo era atribuída a um lama. No início existia apenas água, e este lama desceu dos céus empunhando um bastão de ferro, com o qual começou a mexer a água. O movimento gerou vento e fogo, e do centro das águas a Terra foi formada. Outra narrativa também atribui a criação do céu e da Terra a um lama, chamado Udan. Udan primeiro separou as terras dos céus, e então dividiu ambos em nove andares, criando nove rios. Após a criação da própria Terra, o primeiro homem e a primeira mulher foram criados a partir da argila, tornando-se os progenitores de toda a humanidade.
Outra teoria sobre o início do mundo menciona um gás em agitação, que teria ficado cada vez mais quente e úmido, precipitando uma forte chuva que criou os oceanos. Poeira e areia teriam subido à superfície, e formado a Terra. Já outro relato menciona o Buda Saquiamuni procurando sobre a superfície do mar uma maneira de criar a Terra, quando ele teria visto um sapo dourado. Buda então perfurou com uma flecha o lado leste do sapo, fazendo com que ele se voltasse para o norte; de sua boca então saiu fogo, e de parte traseira saiu água. Buda jogou então areia dourada sobre suas costas, que se transformaram na terra firme. Assim então teriam surgido os cinco elementos terrenos: a madeira e o metal da flecha, fogo, água e a areia. Todos estes mitos datam do [{séc|XVII}}, quando o chamado 'xamanismo amarelo' (variante do budismo tibetano que utiliza formas xamanísticas) se estabeleceu na Mongólia. O xamanismo negro, do período pré-budista, sobrevive apenas no extremo norte da Mongólia, em torno do lago Khuvsgul, e na região em torno do lago Baical, onde a perseguição empreendida pelos lamaístas não foi tão eficaz.